# Leighton Meester
Leighton Marissa Meester (Fort Worth, 9 de abril de 1986), é uma atriz e cantora norte-americana mais conhecida por interpretar Blair Waldorf na série de televisão Gossip Girl.

## Biografia
Leighton nasceu em Fort Worth, Texas. Sua mãe estava cumprindo pena na prisão federal por seu envolvimento com o contrabando de maconha da Jamaica para os Estados Unidos. Ela deu à luz Leighton e cuidou dela durante três meses em que ficou em uma casa de recuperação; após isso, retornou à prisão para terminar de cumprir sua pena e Leighton foi criada pela avó até os 14 meses, quando sua mãe voltou para casa.
Meester cresceu em Marco Island, Flórida, onde participou de produções de um teatro local. O interesse por atuação surgiu ao participar de uma peça de The Wonderful Wizard of Oz. Quando tinha 11 anos, ela, sua mãe e seu irmão mais novo se mudaram para Nova York.
Meester frequentou uma escola que oferecia especializações em áreas artísticas e também começou a trabalhar como modelo com Wilhelmina. Apareceu em um catálogo da Ralph Lauren feita por Bruce Weber e trabalhou com a então fotógrafa (agora cineasta) Sofia Coppola.
Aos 14 anos, Meester se mudou para Los Angeles, Califórnia, querendo trabalhar de forma mais estável, e estudou numa escola secundária que oferecia cursos artísticos, a Beverly Hills High School.

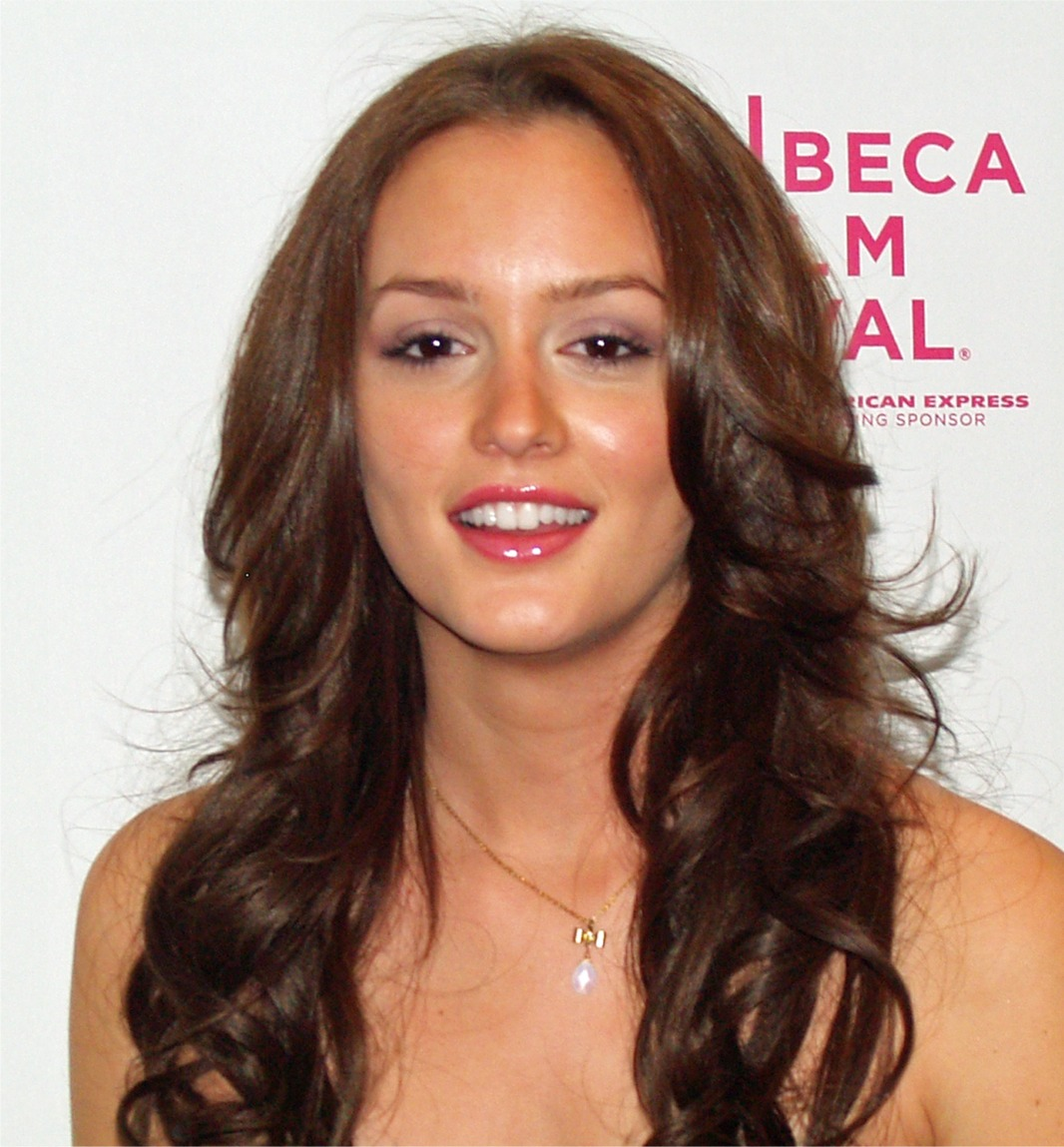
Meester no Tribeca Film Festival em estreia de Killer Movie, 24 de abril de 2008

## Carreira

### Atuação
Leighton Meester estreou na televisão aos 13 anos de idade, na série Law & Order e saltou para a fama com o papel da cantora Justine Chapin na série Entourage. Participou de muitas séries importantes, incluindo Numb3rs, House, CSI: Miami, 24 Horas, Veronica Mars, entre outras.
Antes de Gossip Girl, Meester participou da série "Secrets of a Small Town" que devido aos poucos pontos de audiência foi cancelada e assim ela tentou e conseguiu o papel de Blair Waldorf na série de sucesso da CW que estreou em 8 de novembro de 2007 e teve fim em 17 de dezembro de 2012. Sua personagem é considerada a alma do seriado, e a mais emblemática. Pelo papel, conquistou o público e a crítica.
Também trabalhou no cinema em filmes como "Hangman's Curse", "Flourish", Inside", "Drive-Thru", "The Haunting of Sorority Row", "The Killer Movie" (2008). Ganhando maior notoriedade ao estrelar Date Night, Going the Distance, Country Strong, The Roommate e Monte Carlo, nenhum deles foi um grande sucesso de crítica, mas a atuação de Leighton foi elogiada e em alguns dos filmes como Monte Carlo, ela foi a mais elogiada.
Entre projetos lançados em 2012 está "The Oranges", filme estrelado ao lado de Hugh Laurie e Adam Brody. Contracenou também com Adam Sandler e Andy Samberg em "That's My Boy" que recebeu críticas negativas e foi indicado em 8 categorias no "Framboesa de Ouro".
Leighton participou também das filmagens de “God Only Knows”; “Any Tom, Dick or Harry”; “Life Partners”, filme que estrela também Adam Brody e Gillian Jacobs e "Like Sunday, Like Rain" que contou com a participação da atriz brasileira Luiza Valdetaro e Billie Joe Armstrong da banda Green Day. Seu outro projeto foi o filme "The Judge" com Robert Downey Jr. rodado em junho de 2013.
Em outubro de 2013, foi anunciada como nova embaixadora mundial da marca de cosméticos Biotherm onde promoveu o selo em campanhas publicitárias.
Em 2017, foi protagonista da minissérie Making History produzida e exibida pelo canal Fox.
Em 2018, Leighton estrelou a série de comédia  Single Parents.
Em 2022, atuou no thriller de suspense produzido pelo serviço de streaming Netflix intitulado “The Weekend Away” no qual interpreta uma turista que viaja para a Itália com a melhor amiga mas de repente se depara com o seu desaparecimento. 
Em 2024, tornou-se garota propaganda da marca brasileira de calçados Arezzo. 
Atualmente protagoniza a série de comédia policial “Good Cop/Bad Cop” como o principal destaque da trama. O show será exibido pela rede  CW a partir de fevereiro de 2025. 
A atriz também foi confirmada no elenco da série The Bucaneers  que está na segunda temporada disponível no Apple TV.

### Música

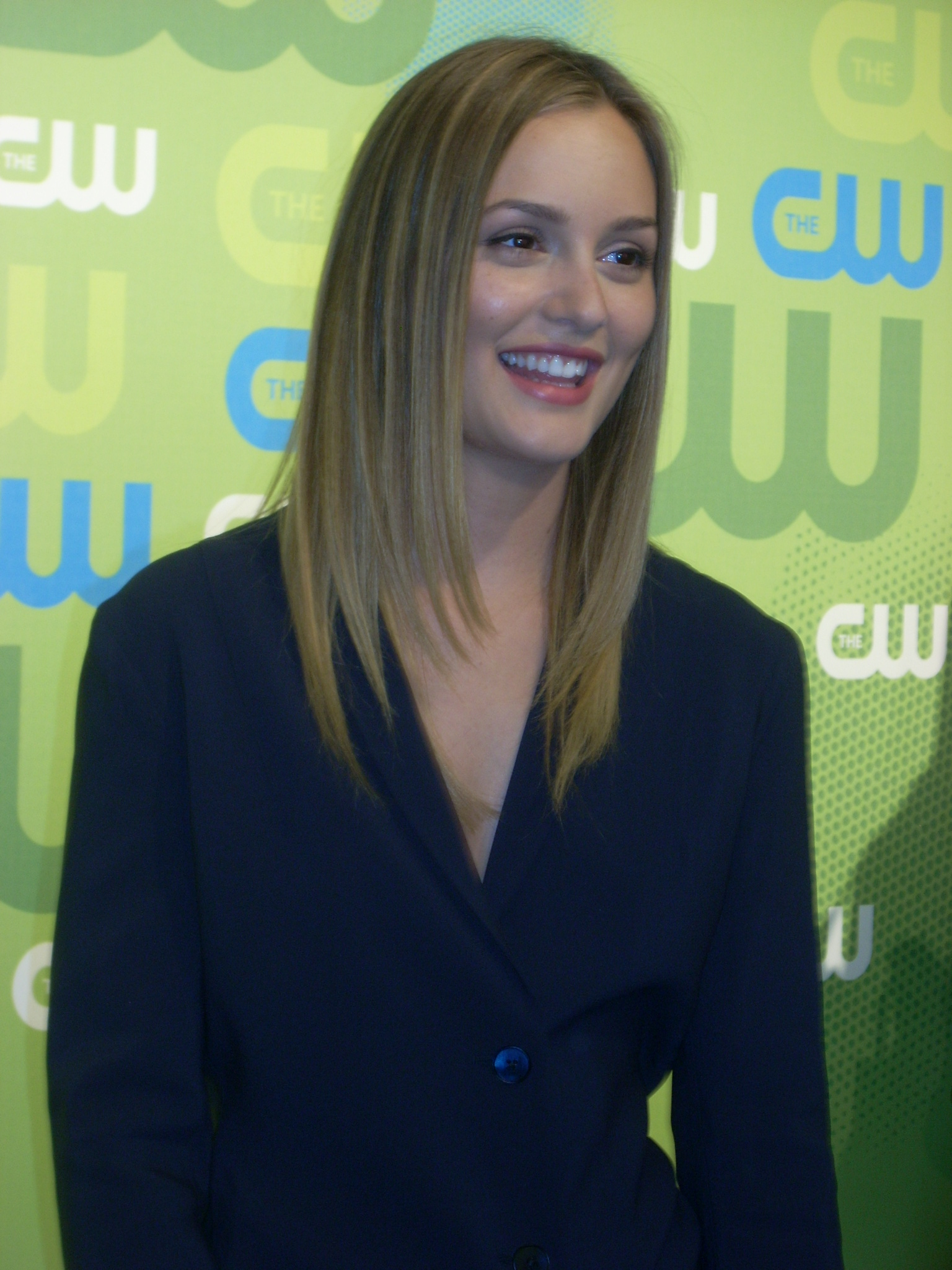
Meester em 2009.

Leighton trabalha com música há muitos anos. Em 2007, gravou Inside the Black para o filme Drive Thru, na qual era a protagonista. Ao participar de Entourage, cantou com Tony Bennett em um episódio.
Em 2009, Leighton tinha projeto de lançar um álbum pop solo que acabou sendo abandonado. Oficialmente liberou as músicas Your Love's a Drug, Somebody To Love com participação de Robin Ticke (a música também ganhou clipe) e "Christmas (Baby Please Come Home)". Além dessas, vazou na internet Body Control, Front Cut com Clinton Sparks e Your Lies Are The Truth. Além do seu álbum, fez participação em "Good Girls Go Bad" de Cobra Starship e "She Said" de Stephen Jerzak.
Gravou músicas também para a trilha sonora do filme Country Strong (2010) contendo "A Little Bit Stronger", "Words I Couldn’t Say", "Summer Girl" e o dueto com Garrett Hedlund de "Give In To Me".
Em outubro de 2010, Meester disse que estava trabalhando com uma banda chamada Check in the Dark e estava compondo canções nos últimos seis meses, após se sentir inspirada pelo estilo Country Strong. Em entrevista disse: "Eu estou me divertindo sobre escrever a respeito do meu coração". E ainda citou as suas influências: "Eu amo Neil Young e Joni Mitchell, seu estilo de música, tanto quanto de composição é onde o meu coração está". Completou. 
Em 22 de abril de 2012, Meester anunciou via Twitter as cinco cidades que receberiam a sua turnê com a banda Check in the Dark. Na ocasião, os shows ocorreram entre 29 de maio e 04 de junho. 
Refletindo sobre suas colaborações pop, ela disse que "amava isso”, mas que a música country e popular era "muito mais próximas do seu coração". Em junho de 2012, Meester disse que ela e sua banda tinham gravado todas as músicas para um álbum que serviria como uma demo.
Em 2012, participou do videoclipe da banda The Nomads na música "Addicted To Love" com participação de Vanessa Curry, sua amiga.  

### Check In The Dark
Ainda em 2012, decidiu trabalhar em um projeto totalmente diferente com a mesma banda Check In The Dark, a qual já havia feito várias apresentações juntos, incluindo cinco shows em algumas cidades dos Estados Unidos. Fez parceria com eles no álbum “The Game” cantando um cover na música “The Stand In” com o vocalista do grupo, Mike Friekman. 
Lançou em setembro de 2014 seu primeiro álbum solo de estreia com nove canções escritas por ela chamado “Heartstrings”. Mas, mesmo sendo um trabalho bem avaliado pela crítica, ele não captou a atenção massiva da mídia e do grande público como se esperava, e as razões para isso vão desde o estilo de música ser diferente do nicho pop mais comercial, ao fato de que se tratava de um projeto autoral com temática folk e country.   
Em 2017, afirmou estar trabalhando em novas composições para um álbum mas até o presente momento, esse projeto segue sem data de estreia.

## Vida pessoal
Meester namorou o ator Sebastian Stan com quem atuou na série Gossip Girl por dois anos (2008-2010). No final de 2012, Meester iniciou um romance com o ator Adam Brody, com quem contracenou em The Oranges, o casal ficou noivo em novembro de 2013, e casou-se em fevereiro de 2014, em uma cerimônia realizada no México. O casal tem dois filhos, Arlo Day Brody, nascida em 4 de agosto de 2015, e um menino cujo nome não foi revelado, nascido no final de 2020.

## Filantropia

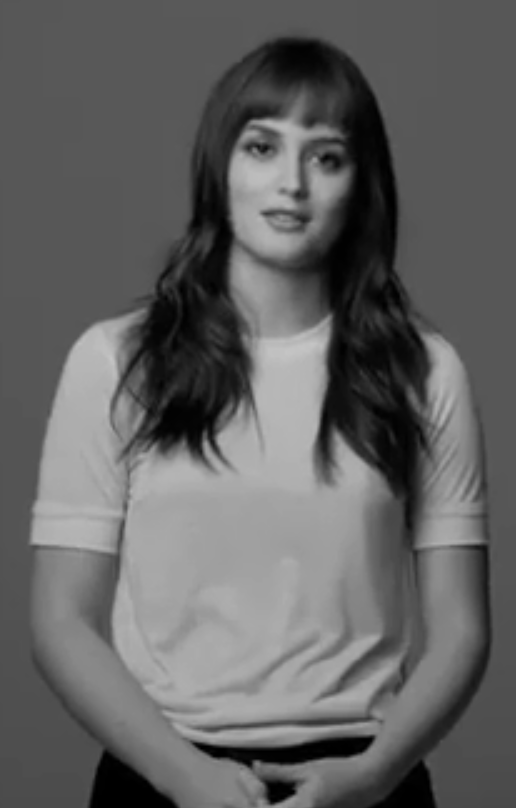
Meester se junta à luta contra o câncer de sangue

Em 2021, para incentivar doações para ajudar pessoas com Síndrome de Hipoventilação Central Congênita, Leighton Meester começou a promover encontros na rede Omaze ("Win a Coffee Date with Leighton Meester").

## Filmografia

### Filme
| Ano  | Título                                | Papel                      |
| ---- | ------------------------------------- | -------------------------- |
| 2003 | The Jackalope (curta-metragem)        | Lorraine                   |
| 2003 | Hangman's Curse                       | Elisha Springfield         |
| 2006 | Flourish                              | Lucille "Lucy" Covner      |
| 2006 | Inside                                | Josie                      |
| 2007 | Drive-Thru                            | Mackenzie Carpenter        |
| 2007 | Remember the Daze                     | Tori                       |
| 2008 | Killer Movie                          | Jaynie Hansen              |
| 2010 | Date Night                            | Katy                       |
| 2010 | Country Strong                        | Chiles Stanton             |
| 2010 | Going the Distance                    | Amy                        |
| 2011 | The Roommate                          | Rebecca Evans              |
| 2011 | Monte Carlo                           | Mary Margareth "Meg" Kelly |
| 2012 | The Oranges                           | Nina Ostroff               |
| 2012 | That's My Boy                         | Jamie                      |
| 2014 | Life Partners                         | Sasha                      |
| 2014 | The Judge                             | Carla                      |
| 2014 | Like Sunday, Like Rain                | Eleanor                    |
| 2014 | By the Gun                            | Ali Matazano               |
| 2015 | Unity                                 | Narradora                  |
| 2018 | The North Winds Gift (curta-metragem) | The Mother                 |
| 2019 | Semper Fi                             | Clara                      |
| 2022 | The Weekend Away                      | Beth                       |
| 2022 | My Father's Dragon                    | Sasha the Tiger (voz)      |
| 2023 | River Wild                            | Joey Reese                 |
| 2023 | EXmas                                 | Ali Moyer                  |

### Séries
| Ano        | Título                            | Papel            | Nota                                                    |
| ---------- | --------------------------------- | ---------------- | ------------------------------------------------------- |
| 1999       | Law & Order                       | Alyssa Turner    |                                                         |
| 2001       | Boston Public                     | Sarah Breen      |                                                         |
| 2002       | Once and Again                    | Amanda           |                                                         |
| 2002       | Family Affair                     | Irene            |                                                         |
| 2003       | Tarzan                            | Nicki Porter     |                                                         |
| 2003       | The Big Wide World of Carl Laemke | Tanni Laemke     | Piloto não vendido                                      |
| 2004       | Crossing Jordan                   | Marie Strand     |                                                         |
| 2004       | North Shore                       | Veronica Farrell |                                                         |
| 2004       | 7th Heaven                        | Kendall          |                                                         |
| 2004–2008  | Entourage                         | Justine Chapin   |                                                         |
| 2005       | 24 Horas                          | Debbie Pendleton |                                                         |
| 2005       | 8 Simple Rules                    | Nikki            |                                                         |
| 2005       | Veronica Mars                     | Carrie Bishop    |                                                         |
| 2005–2006  | Surface                           | Savannah Barnett |                                                         |
| 2006       | Numb3rs                           | Karen Camden     |                                                         |
| 2006       | House, M.D.                       | Ali              |                                                         |
| 2006       | CSI: Miami                        | Heather Crowley  |                                                         |
| 2006       | Secrets of a Small Town           | Kayla Rhodes     |                                                         |
| 2006       | Monster Allergy                   | Poppy            |                                                         |
| 2007       | Shark                             | Megan            |                                                         |
| 2007–2012  | Gossip Girl                       | Blair Waldorf    | Elenco principal                                        |
| 2010       | The City                          | Ela mesma        | Episódio: "The Belle of Elle"                           |
| 2017       | Making History                    | Deborah Revere   | Elenco principal                                        |
| 2018       | The Last Man on Earth             | Zow              | Episódio: "Karl"                                        |
| 2018–2020  | Single Parents                    | Angie D'Amato    | Elenco principal                                        |
| 2019, 2022 | The Orville                       | Laura Huggins    | Episódios: "Lasting Impressions", "Twice in a Lifetime" |
| 2022–2023  | How I Met Your Father             | Meredith         | Elenco recorrente                                       |
| TBA        | The Bucaneers                     | [ 22 ]           |                                                         |

### Telefilmes

Leighton como Blair Waldorf

| Ano  | Título                       | Papel            |
| ---- | ---------------------------- | ---------------- |
| 2004 | Hollywood Division           | Michelle         |
| 2007 | The Haunting of Sorority Row | Samantha Willows |
| 2014 | Any Tom, Dick, or Harry      | Barbara          |
| 2016 | Zoolander: Super Model       | Ela mesma        |

## Prêmios e Indicações
| Ano  | Premiação              | Categoria                               | Título                                   | Resultado |
| ---- | ---------------------- | --------------------------------------- | ---------------------------------------- | --------- |
| 2008 | Teen Choice Awards     | Atriz de televisão - drama              | Gossip Girl                              | Indicado  |
| 2008 | Teen Choice Awards     | Estrela de televisão feminina revelação | Gossip Girl                              | Indicado  |
| 2009 | Teen Choice Awards     | Atriz de televisão - drama              | Gossip Girl                              | Venceu    |
| 2009 | MTV Video Music Awards | Melhor videoclipe pop                   | "Good Girls Go Bad" (com Cobra Starship) | Indicado  |
| 2010 | Teen Choice Awards     | Atriz de televisão - drama              | Gossip Girl                              | Venceu    |
| 2010 | Hollywood film Awards  | Prêmio Spotlight                        | Country Strong                           | Venceu    |
| 2011 | MTV Movie Awards       | Melhor vilão                            | The Roommate                             | Indicado  |
| 2011 | Teen Choice Awards     | Atriz de cinema - drama                 | Country Strong                           | Indicado  |
| 2011 | Teen Choice Awards     | Vilão de cinema                         | The Roommate                             | Indicado  |
| 2012 | Teen Choice Awards     | Atriz de televisão - drama              | Gossip Girl                              | Indicado  |
| 2012 | Teen Choice Awards     | Estrela de cinema feminina do verão     | That's My Boy                            | Indicado  |